# 金沢町 (秋田県)
金沢町（かねざわまち）は、秋田県の東南部に位置した町。後三年の役の古戦場として知られ、金沢柵などの史跡がある。昭和の大合併で横手市に編入され消滅。その後、北部が仙北郡仙南村に分市した。

## 概要
平安時代に起こった後三年合戦の古戦場として知られる。『奥州後三年記』などによれば、ここでは出羽清原氏一族の清原武衡・清原家衡のこもる金沢柵に源義家・藤原清衡連合軍が兵糧攻めの末に落城させたとされ、これが奥州藤原氏による平泉政権につながったものである。古戦場には金澤八幡宮があり、従来はこれが金沢柵のあった場所と考えられてきた。しかし、今日では横手市金沢中野の陣館遺跡で庇付建物が見つかったり、美郷町側の長岡森周辺の地形・構造が横手市の平安時代の同時期の防禦性集落大鳥井山遺跡（国の史跡）に似ていることなどが指摘されており、八幡宮一帯が金沢柵の故地であるとは断定できなくなってきた。
一方、八幡宮一帯が中世において城館「金沢城」として用いられてきたこともまた事実であり、曲輪（郭）や空堀、一部石垣を備えた本格的な防禦施設であることは明らかである。昭和40年代には秋田県教育委員会によって発掘調査がおこなわれ、本丸跡、西の丸、北の丸からは掘立柱建物跡を検出している。建物の時期を特定できる遺物は出土していないが、北の丸建物遺構の検出された平坦地北側からは木炭くず、炭化米が出土している。遺跡全体からは、須恵器、古瀬戸、黄瀬戸、中国産青磁、石製片口鉢、赤漆塗の椀、常滑産の三筋文壺などが出土している。文献資料からは、1458年（長禄2年）に南部氏の家臣金沢右京亮が入り、1470年（文明2年）まで居館としていた。その後、雄勝郡から平鹿郡・さらに仙北郡へと北上した小野寺氏の勢力下に入り、小野寺氏の家臣金沢権十郎が居城とした。戦国時代にあっては、金沢城主は他の近隣大小領主からは比較的自立的な動きを示した。
常陸国の戦国大名佐竹氏の出羽久保田転封にともない、金沢城は佐竹義賢（東将監）、梶原美濃が受け取り、1622年（元和8年）に破却された。歴代の久保田藩主は清和源氏の流れを汲むことから八幡宮を保護した。この神社に奉納される「金沢ささら」は、佐竹氏入部にともない下野国からもたらされた「茂木ささら」が源流といわれ、勇壮活発な舞で知られる。また、六郷熊野神社とならび、金澤八幡宮でも古代の歌垣のなごりといわれる「かけ唄祭り」がおこなわれる。
1964年（昭和39年）、公園設置条例により、横手公園とともに金沢公園となった。1970年代には、日発精密、丸巳繊維、厚木自動車部品などの工場がつぎつぎに誘致された。
金沢本町の桂徳寺に県有形文化財「木造阿弥陀如来坐像」、金澤八幡宮に県有形文化財「写経（大般若波羅蜜多経）」が所蔵されている。

## 歴史
- 1083年（永保3年） - 後三年の役勃発。
- 1087年（寛治元年） - 金沢柵が陥落し、後三年の役終結。
- 1093年（寛治7年） - 金澤八幡神社建立。（1989年に金澤八幡宮と改称）
- 1876年（明治9年） - 金沢前郷村、金沢寺田村と六郷東根村の一部が合併し金沢村になる。金沢中野村と金沢中野新田村が合併し金沢中野村になる[1]。
- 1889年（明治22年）4月1日 - 市町村制が施行され、金沢村、金沢本町村、金沢中野村、安本村、野荒町村が合併し仙北郡金沢村が誕生する[1]。
- 1897年（明治30年）8月31日 - 町制をし金沢町になる[1]。
- 1956年（昭和31年）9月30日 - 横手市に編入される。
- 1958年（昭和33年）4月22日 - 北部が横手市から仙南村に分市する。

## 旧高・旧領
明治初年の石高は以下の通り。
| 村         |  | 旧高          | 旧領               | 旧県   | 備考     |
| ---------- |  | ------------- | ------------------ | ------ | -------- |
| 野荒町村   |  | 307.230988石  | 秋田藩（久保田藩） | 秋田県 | 現美郷町 |
| 金沢前郷村 |  | 1058.488037石 | 秋田藩（久保田藩） | 秋田県 | 現美郷町 |
| 金沢寺田村 |  | 516.085022石  | 秋田藩（久保田藩） | 秋田県 | 現美郷町 |
| 金沢本町村 |  | 65.000000石   | 秋田藩（久保田藩） | 秋田県 | 現横手市 |
| 金沢中野村 |  | 881.664001石  | 秋田藩（久保田藩） | 秋田県 | 現横手市 |
| 安本村     |  | 445.285004石  | 秋田藩（久保田藩） | 秋田県 | 現横手市 |
| 合計       |  | 3273.753052石 | —                  | —      | —        |

## 後三年合戦にかかわる地名と伝承
金沢柵ないし金沢城の周辺には、当時の地名と考えられる陣館、物見（斥候）山、西沼（飯詰村では「大沼」という）、蛭藻沼、御所野、陣ヶ森などの名称が横手市側に、武者隠しの森といわれる長岡森が美郷町側にのこり、伝承も数多くのこっている。源義家が金沢柵に向かう途中、西沼（大沼）を通った際に、群れ飛んでいた雁が急に列を乱したことから、敵の伏兵を察知し、難を逃れたといわれるのが沼のほとり、立馬郊（現「平安の風わたる公園」）である。

## 郷土出身の人物
- 伊藤直純 - 金沢中野出身。政治家。衆議院議員、金沢村長をつとめた。
- 高橋康順 - 商工官僚、満州国官僚。満州国実業部次長や参議府参議を務めたが、戦後シベリア抑留を受け撫順戦犯管理所で獄死した。
- 村田辰美 - 金沢中野出身。プロ野球選手。近鉄バファローズ他の左腕投手。
- 加藤清文 - 野荒町出身。蟹沢溜池の拡張。黒森沼・千屋沼の堤防改修に尽力した。
- 菊田正吉 - 石神出身。羽後町に桧山牧場をつくる（牛馬の放牧）。乾田馬耕。
- 月輪賢隆 - 米ノ口出身。チベット仏教研究
- 高橋秀山 - 柔道家

## 郷土ゆかりの人物
- 戎谷南山 - 秋田郡土崎湊町（現秋田市）出身、金沢本町に移住。画家。「後三年合戦絵詞」を模写した。
- 清原武則 - 平安時代の武将。前九年合戦の功で鎮守府将軍となる。
- 清原武衡 - 平安時代の武将。後三年合戦
- 清原家衡 - 平安時代の武将。後三年合戦
- 源義家 - 平安時代の武将。攻城側。八幡太郎。
- 藤原清衡 - 平安時代の武将。攻城側。奥州藤原氏の祖
- 鎌倉景正 - 後三年合戦に従軍した武士。権五郎景政。「メッコカジカ」の伝承で知られる。